# Bourg de Nanxiang
Pour les articles homonymes, voir Nanxiang.
Le bourg de Nanxiang (chinois simplifié : 南翔镇 ; chinois traditionnel : 南翔鎮 ; pinyin : nánxiáng zhèn), est un bourg situé dans le district de Jiading, à Shanghai, au Sud-Est de la république populaire de Chine.

## Culture
C'est dans ce bourg qu'ont été créés les xiaolongbaos, des spécialités culinaires de Shanghai, composés de petites ravioles farcies, cuites à l'étuvée et contenant une soupe.